# Espolla
|  | Per a altres significats, vegeu «Espolla (Bonansa)». |

Espolla és un municipi de la comarca de l'Alt Empordà.

## Geografia
- Llista de topònims d'Espolla (Orografia: muntanyes, serres, collades, indrets..; hidrografia: rius, fonts...; edificis: cases, masies, esglésies, etc).

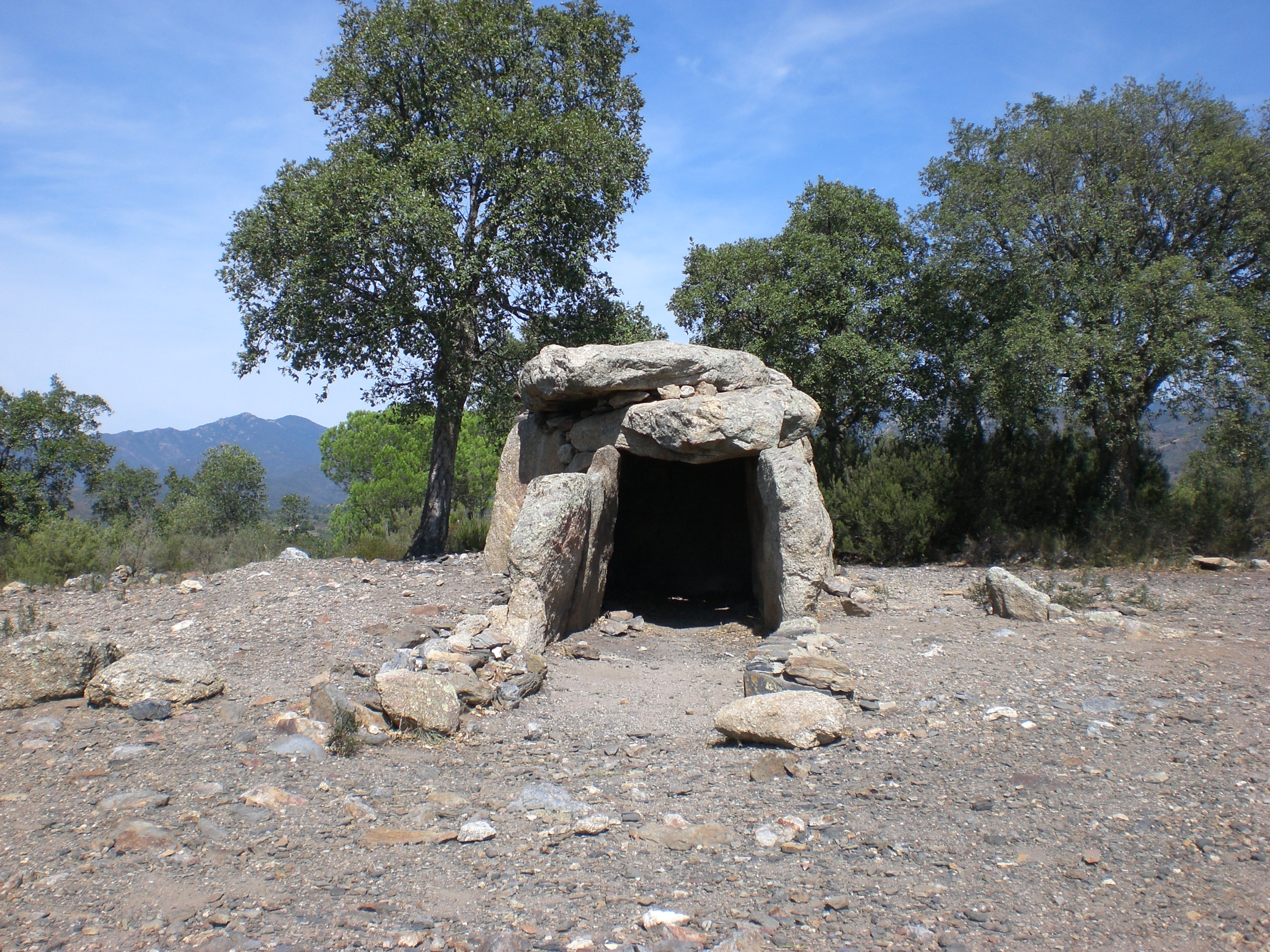
Dolmen de la Cabana Arqueta

Geogràficament s'estén des del vessant meridional de la serra de l'Albera fins a la faixa de pediment de la plana de l'Empordà. El sector muntanyós és boscat, i els conreus, al sector de la plana, són de vinya i olivera.
El terme es compon, al nord, de diverses valls més o menys paral·leles que van de nord a sud. En destaquen la riera de Sant Genís i la riera de Freixe que són els afluents més cabalosos de l'Orlina, que tot i néixer al terme veí de Rabós d'Empordà, té gran part del seu curs alt en la part oriental del terme. La part occidental i sud no presenta la mateixa orografia que la part nord, encara que la majoria de rierols també són afluents de l'Orlina. Una bona part del terme és protegit dins del Paratge Natural d'Interès Nacional de l'Albera.
Al nord limita amb els pobles nord-catalans de Sureda, Argelers i Banyuls de la Marenda. A l'est limita amb el terme de Rabós d'Empordà. Al sud, amb el de Mollet de Peralada. A l'oest, amb Sant Climent Sescebes i la Jonquera.
| La Jonquera           | Sureda, Argelers   | Banyuls de la Marenda |
| Sant Climent Sescebes | Rosa dels vents    | Rabós                 |
| Sant Climent Sescebes | Mollet de Peralada | Rabós                 |

## Escut
L'escut oficial d'Espolla té el següent blasonament:
Escut caironat: de gules, un castell d'argent tancat de sable somat d'una polla d'or. Per timbre una corona mural de poble.
Va ser aprovat l'1 d'abril de 1993 i publicat al DOGC el 16 del mateix mes amb el número 1733. S'hi representa el castell d'Espolla, del segle xiii. La polla del damunt és un element parlant al·lusiu al nom del poble.

## Nuclis de població

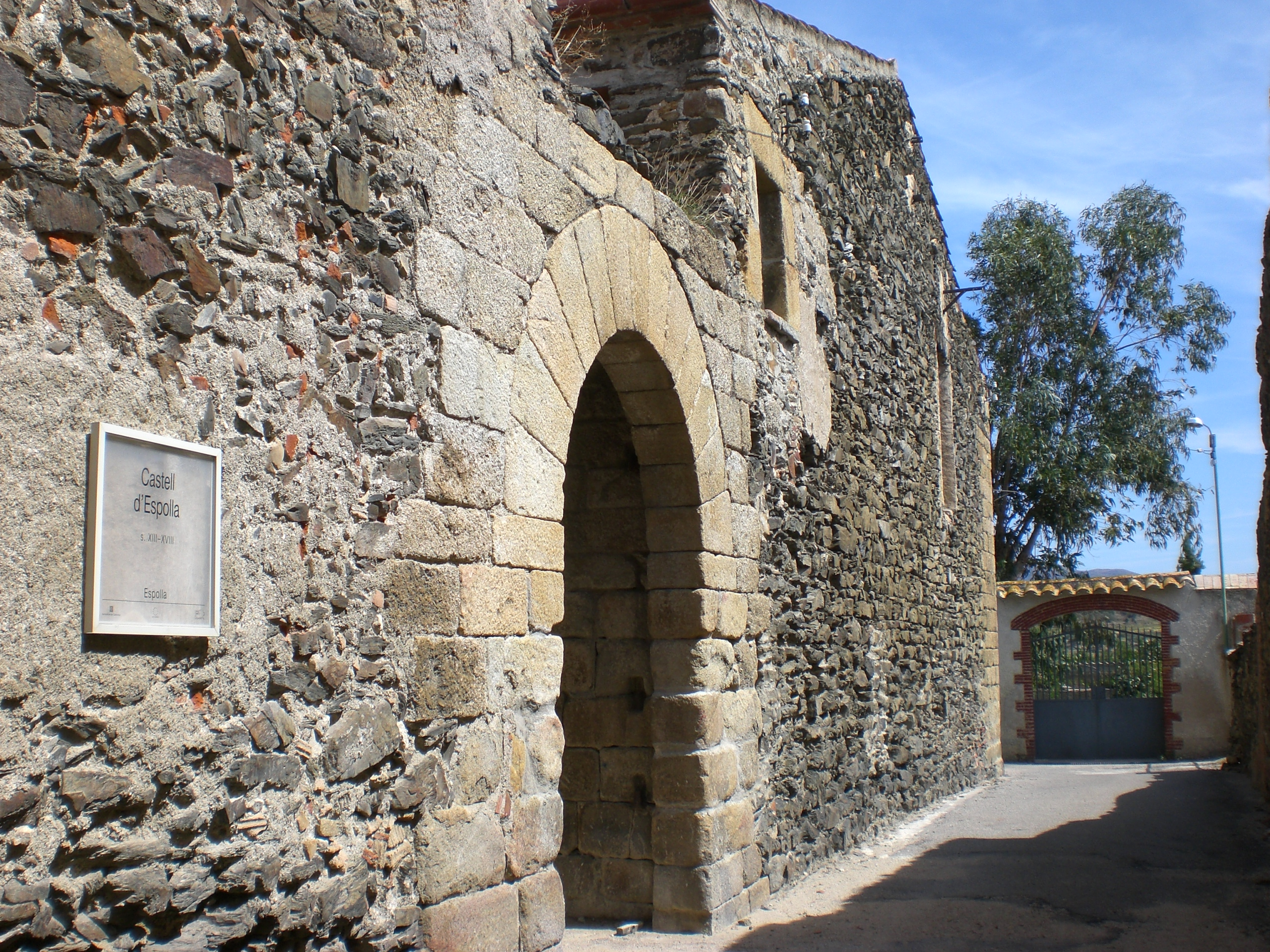
Portalada adovellada del Castell d'Espolla

El terme és poblat des de ben antic, com demostren els múltiples monuments megalítics i les restes d'època medieval. Actualment, a més del nucli urbà que dona nom al municipi, hi ha dos nuclis més de població. Un de dispers, format pels masos de la muntanya entorn l'antic municipi de Sant Martí de Baussitges (incorporat a Espolla el 1846), i l'altre al veïnat de Els Vilars, format per una vintena de cases. En tots dos casos hi ha un petit poblament fix, més un altre de variable per temporades.

### El poble d'Espolla
La Plaça de l'Ajuntament d'Espolla és la plaça principal d'aquesta població. Rep aquest nom perquè fins al 1994 hi havia la seu del consistori, quan fou traslladada a l'antiga rectoria. Poc temps després va canviar el nom a Plaça de Sant Jaume, en honor del patró del poble, però popularment la plaça continua essent coneguda com a Plaça de l'Ajuntament. A més de l'Ajuntament, fins al 2006 hi havia les oficines del Celler Cooperatiu d'Espolla. En temps de la Segona República Espanyola la plaça s'anomenava Plaça de la Constitució i durant el règim del General Franco s'anomenava Plaça del Caudillo.

## Economia i societat

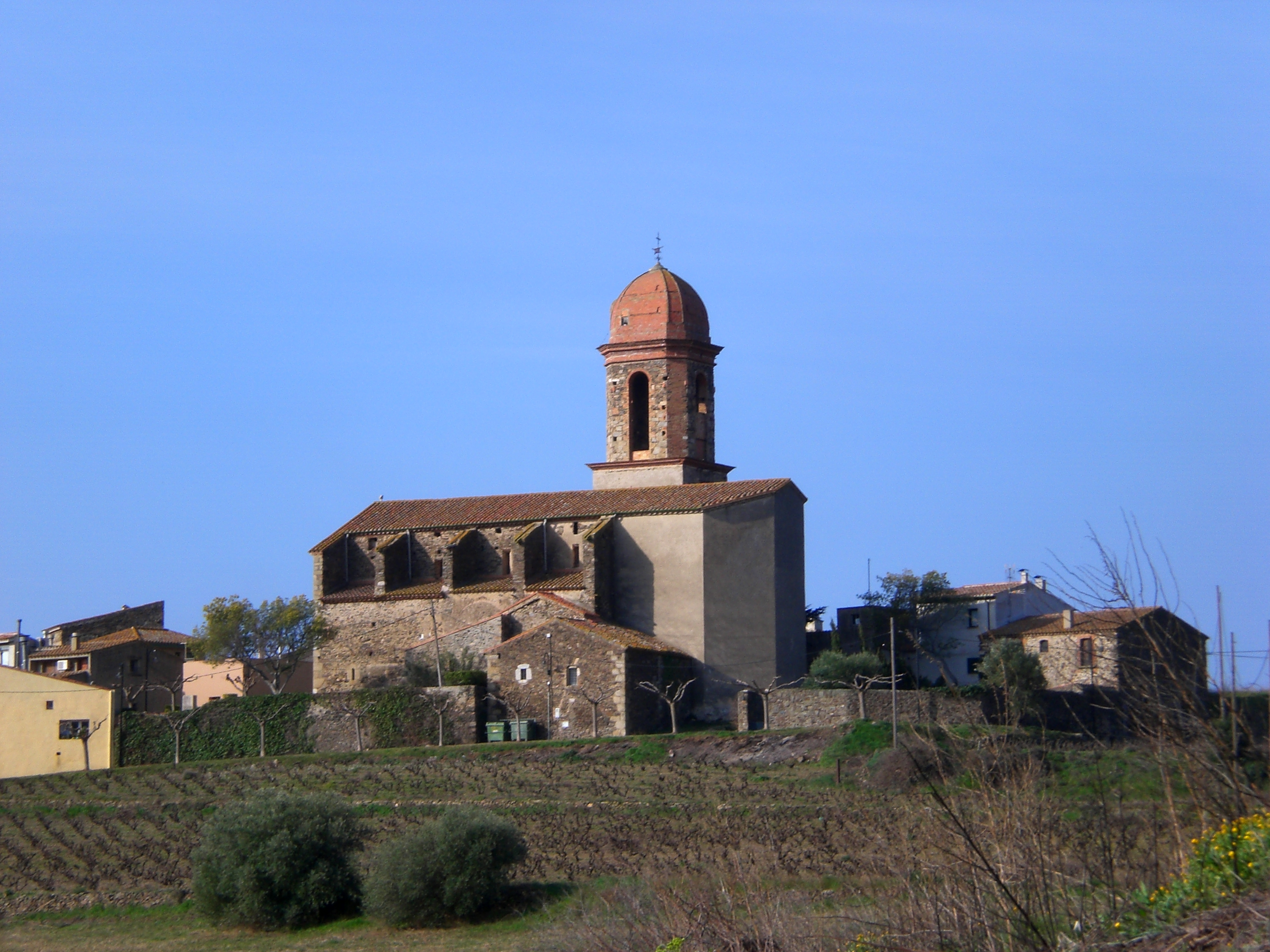
Vista de l'Església de Sant Jaume

Tot i que el paisatge agrícola és important i ha estat el motor econòmic del poble, actualment molta gent ja no treballa en aquest sector. És important, però, la Cooperativa Agrícola, que elabora i ven vi i oli, de les respectives Denominació d'Origen Empordà i DO Oli de l'Empordà. Actualment ha esdevingut un centre agrícola que rep socis de molts punts de la comarca. Cal destacar el vi blanc, fet a base de macabeu i, pel que fa als negres, el que porta el nom Clos de les Dòmines, un negre reserva, i els dos criances Espolla Criança i Castell de Panissars Criança. Cal destacar també la garnatxa i el moscatell, que es ven amb la marca comercial Moscat d'Empordà. L'oli es comercialitza sota el nom de Formentals.
L'obertura de la carretera que comunica amb Banyuls de la Marenda ha donat noves oportunitats al sector turístic, sobretot el procedent de França.
El poble compta amb l'escola Antoni Balmanya i Ros, en honor d'un mestre, a cavall dels segles XIX i XX, que va ser un renovador pedagògic que va col·laborar en modernitzar institucions del poble.

## Demografia
| 1497 f | 1515 f | 1553 f | 1717 | 1787 | 1857  | 1877  | 1887  | 1900 | 1910 |
| ------ | ------ | ------ | ---- | ---- | ----- | ----- | ----- | ---- | ---- |
| 24     | -      | 18     | 161  | 454  | 1.149 | 1.118 | 1.065 | 990  | 954  |

| 1920  | 1930 | 1940 | 1950 | 1960 | 1970 | 1981 | 1990 | 1992 | 1994 |
| ----- | ---- | ---- | ---- | ---- | ---- | ---- | ---- | ---- | ---- |
| 1.004 | 718  | 670  | 725  | 592  | 542  | 420  | 399  | 398  | 398  |

| 1996 | 1998 | 2000 | 2002 | 2004 | 2006 | 2008 | 2010 | 2012 | 2014 |
| ---- | ---- | ---- | ---- | ---- | ---- | ---- | ---- | ---- | ---- |
| 396  | 376  | 373  | 382  | 380  | 367  | 408  | 408  | 421  | 417  |

| 2016 | 2018 | 2020 | 2022 | 2024 | 2026 | 2028 | 2030 | 2032 | 2034 |
| ---- | ---- | ---- | ---- | ---- | ---- | ---- | ---- | ---- | ---- |
| 421  | 425  | 412  | 408  | 412  | -    | -    | -    | -    | -    |

## Història

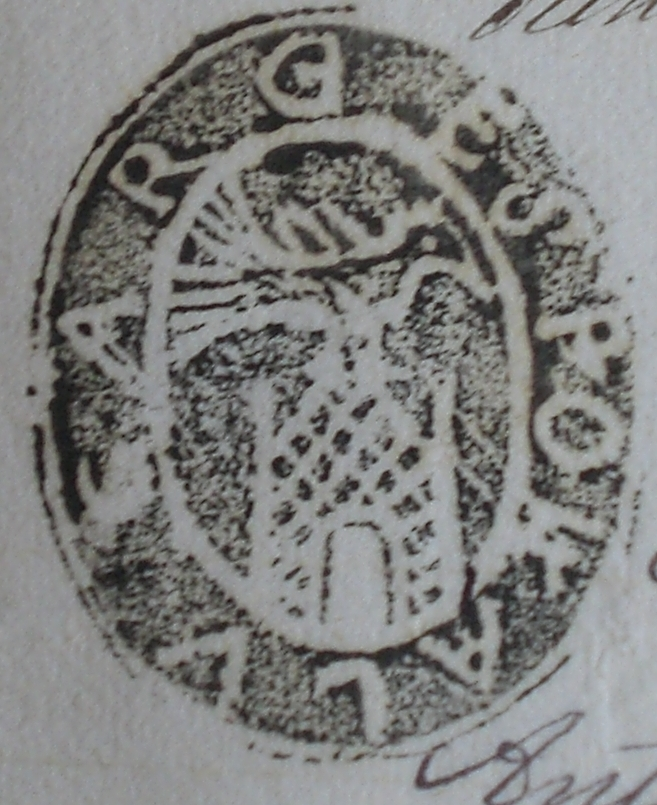
Segell municipal usat el 1842

El vessant sud de l'Albera ha estat habitat des de la prehistòria, com ens indiquen les nombroses restes megalítiques que hi ha. Aquest poblament va ser continuat, com demostra la necròpolis de la Verna, de l'edat del bronze. De restes romanes no n'hi ha, tot i que llegendàriament es diu que el general cartaginès Hanníbal va travessar els Pirineus per Espolla. Més tardanes són les restes d'un castrum visigòtic al capdamunt del Castellar Gran.
Les primeres dades certes de poblament daten del segle ix i X, amb la consagració de l'església de Sant Martí de Baussitges i també la inclusió d'Espolla en l'acta de consagració de l'església del monestir de Sant Pere de Rodes. Durant l'edat mitjana i moderna va viure sent un punt estratègic de comunicació entre l'Empordà i el Rosselló a través del Coll de Banyuls, un pas que estalviava un parell de jornades si es feia el trajecte de Castelló d'Empúries a Elna. Amb tot, aquest fet va provocar que es Espolla es veiés implicat en els nombrosos enfrontaments entre la monarquia hispànica i França durant l'edat moderna i, conseqüentment, li toquessin sempre les de perdre. Quan la frontera va avançar fins a l'Albera encara es va fer més patent la seva posició de pas.
Acabats els enfrontaments va poder gaudir d'un creixement econòmic generalitzat com a tota Catalunya durant els segles xviii i xix, per bé que va ser durant el segle xx que es va notar la transformació econòmica i social. A finals del segle xix va exercir-hi com a mestre Antoni Balmanya i Ros, artífex de la creació de diferents entitats del poble, sobretot el Sindicat Agrícola que, temps a venir, es convertiria en el Celler Cooperatiu d'Espolla.
Durant la Guerra Civil, Espolla es va convertir de nou en lloc de pas, sobretot durant la retirada. També va ser lloc de pas durant el franquisme. Amb la desaparició de la dictadura, les primeres eleccions municipals les va guanyar una candidatura de consens liderada per Jaume Coderch, que ha revalidat el càrrec en cada elecció, tot i que en les dues últimes eleccions hi ha hagut d'altres candidatures i els resultats han estat molt renyits. El 2011 Carles Lagressa Felip, al capdavant d'una candidatura d'independents però lligada a ERC va assolir l'alcaldia que ha revalidat en les eleccions de 2015 i 2019.

## Administració
| Eleccions municipals |      |      |      |      |      |      |      |      |      |      |      |   |
| Partit               | 1979 | 1983 | 1987 | 1991 | 1995 | 1999 | 2003 | 2007 | 2011 | 2015 | 2019 |   |
| CiU                  | 7    | 7    | 7    | 5    | 7    | 7    | 4    | 4    | 3    | -    | -    |   |
| PSC                  | -    | -    | -    | 2    | -    | -    | 3    | 2    | -    | -    | -    |   |
| ERC                  | -    | -    | -    | -    | -    | -    | -    | 1    | 4    | 7    | 7    | 7 |
| Total                | 7    | 7    | 7    | 7    | 7    | 7    | 7    | 7    | 7    | 7    |      |   |

## Llocs d'interès
Dins del nucli urbà hi ha:
- Església parroquial de Sant Jaume. D'origen romànic però molt modificada al segle xviii.
- Castell d'Espolla. Documentat a partir del s. XIII, es troba repartit en diferents cases particulars i la portalada dona a un pati interior obert al públic.
- Cal Marquès, casa fortificada d'origen medieval, amb elements gòtics i que ha anat essent modificada gairebé fins avui, que s'ha dividit en diversos habitatges.
- Societat La Fraternal. Edifici de principis del segle xx amb elements modernistes.
- Celler Cooperatiu d'Espolla. Edifici de la dècada del 1920 amb elements modernistes i afegits posteriors.

Al cementiri hi ha enterrats:
- - Antoni Balmanya i Ros (la Bisbal d'Empordà, 1846 – Espolla, 1915), mestre i renovador pedagògic
  - l'arquitecte barceloní Josep Antoni Coderch i de Sentmenat (Barcelona, 1913 - Espolla, 1984), que residia al poble i hi morí.
  - Assumpció Pagès i Lagresa (Espolla, 1915 - Barcelona, 1997), escriptora.

En el terme municipal podem trobar:
- Paratge Natural d'Interès Nacional de l'Albera.
- Veïnat de Els Vilars.
- Església de Sant Martí de Baussitges, de marcat caràcter preromànic, potser del segle ix o X.
- Església de Sant Miquel de Freixe, del segle xi, però només en resta un mur.
- Església de Sant Genís Desprac, del segle xii, l'única que resta parcialment oberta al culte a través de l'aplec que s'hi fa cada any el dissabte després de Corpus.
- Capella preromànica de Sant Pere dels Vilars (Espolla), Segle IX o X, descoberta fa pocs anys i que havia servit durant molt de temps com a barraca d'un olivar.
- La necròpolis hallstàtica dels Vilars. Va ser descoberta el 1886 a poc més d'un quilòmetre al nord d'aquest veïnat.
- Dòlmens d'Espolla
  - Dolmen de la Cabana Arqueta
  - Dolmen de la Gutina/Puig del Pal
  - Dolmen de la Font del Roure
  - Dolmen dels Cantons
  - Dolmen d'Arreganyats
  - Dolmen de les Morelles
  - Dolmen del Barranc
  - Dolmen de Puig Balaguer
  - Dolmen de Mas Girarols I
  - Dolmen de Mas Girarols II
  - Dolmen del Mas Gamarús
  - Menhir del Castellà

## Festes

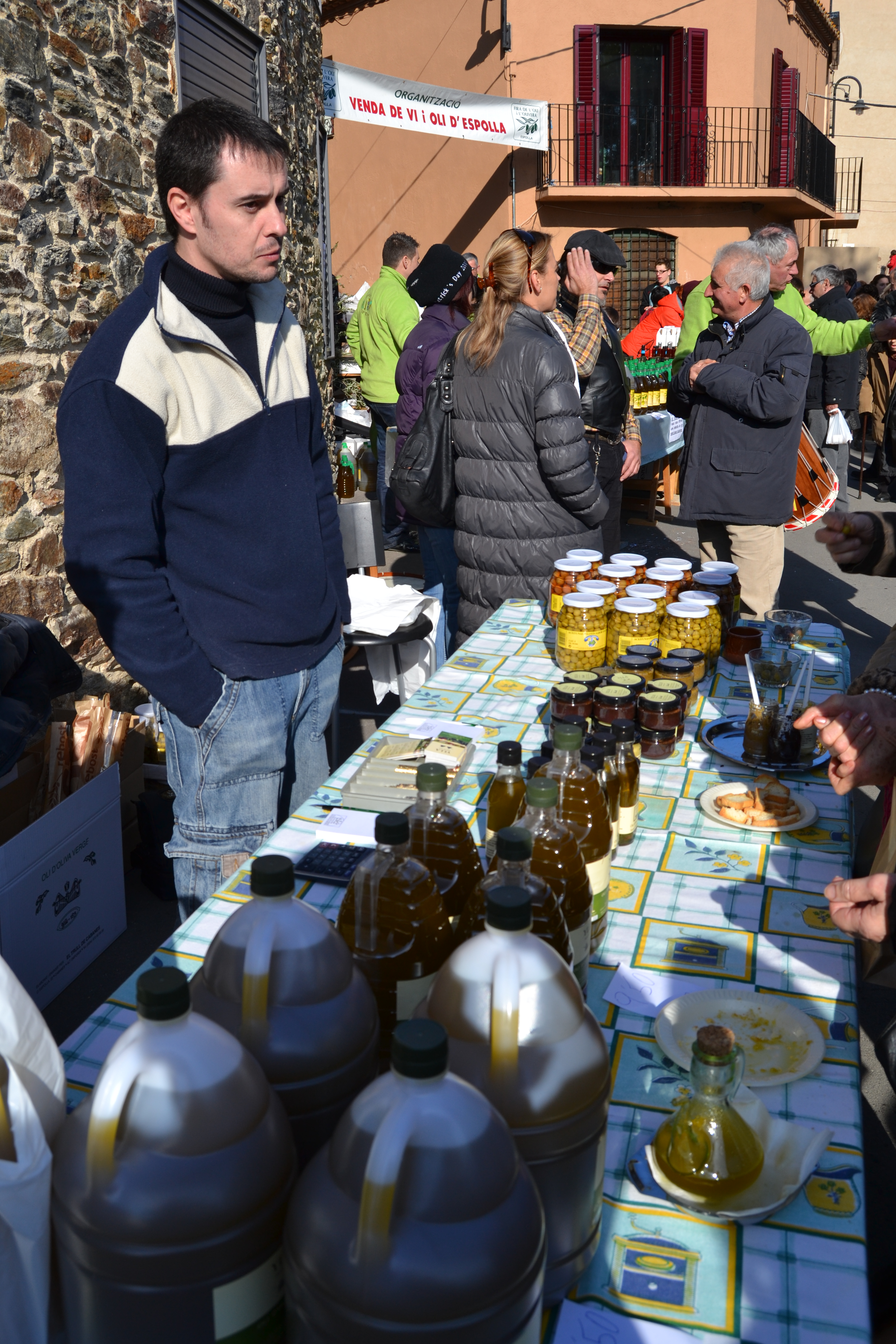
Fira de l'oli i l'olivera 2011

- 20 de gener. Festa de Sant Sebastià, patró de la Societat de Socors Mutus La Fraternal.
- El diumenge següent de la festa de Sant Sebastià se celebra pels carrers del poble la Fira de l'oli i l'olivera.
- Dissabte després de Corpus. Aplec a l'ermita de Sant Genís Desprac.
- 23 de juny. Revetlla de Sant Joan. Se sol anar a Banyuls de la Marenda a buscar la Flama del Canigó.
- 25 de juliol. Festa patronal de Sant Jaume.

El poble compta amb una colla de grallers anomenada Grallers d'Espolla, que amenitza moltes de les festes populars del poble i d'altres llocs.